# Angli
Angli su bili Germani nepoznatog podrijetla, ali im se ime povezuje s pokrajinom Angeln u današnjoj Njemačkoj pokrajini Schleswig-Holstein. 
Angli su zajedno s Jutima, Sasima i Frizijcima germanska plemena koja su preko Sjevernog mora izvršili invaziju i osvojili današnju Englesku.
U ranom srednjem vijeku su uspostavili nekoliko svojih država: Istočnu Angliju, Merciju (na području Midlandsa), Deiru (na prostoru današnjeg Yorkshirea) i Berniciju koja se je nalazila prema sjeveru od rijeke Teesa. Potonja dva kraljevstva su se ujedinila u kraljevstvo Northumbriju, koja je zatim osvojila kraljevstva plemana Brita Elmet i Rheged te tako ovladala sjevernim dijelom današnje Engleske.

## Vanjske poveznice
- Englezi i Velšani kao različite rase; BBC; 30 June, 2002.